# Conjunto Arquitetônico de Rio de Contas
O Conjunto Arquitetônico da Cidade de Rio de Contas está localizado na região sul da Chapada Diamantina, no estado brasileiro da Bahia. Compreende praças e ruas com casarios em adobe, igrejas barrocas e monumentos públicos e religiosos em pedra, um total de 287 edificações. Foi tombado pelo Instituto do Patrimônio Histórico e Artístico Nacional (IPHAN) em 1980.
O povoamento da cidade de Rio de Contas iniciou-se como um centro de mineração de ouro e depois tornou-se em capital regional. Fez parte do itinerário da Estrada Real, construída no início do século XVIII  e utilizada para transportar o ouro até a capital, para então depois ser enviada à Europa. As edificações foram construídas entre a segunda metade do século XVIII e início do XIX.
Nota-se nas casas do conjunto arquitetônico uma semelhança com a decoração de Paraty, apresentando fachadas brancas com esquadrias azuis. Com relação às outras características arquitetônicas, segue o padrão das outras cidades do litoral baiano com suas edificações em adobe e monumentos em pedra. Nas regiões próximas da cidade também é possível identificar remanescentes de represas, túneis, aquedutos e galerias da época em que a mineração era uma atividade importante naquela localidade.

## Monumentos tombados
Entre os principais monumentos tombados estão:

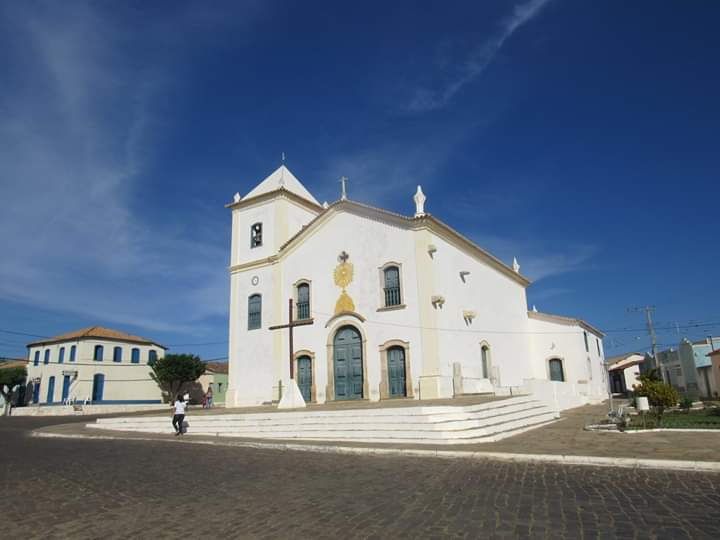
Igreja Matriz do Santíssimo Sacramento

- Igreja Matriz do Santíssimo Sacramento ― sua edificação remonta a segunda metade do século XVIII. Seu estilo arquitetônico apresenta uma forte influência barroca, com uma planta em formato da letra "T". Com relação à decoração interna, destacam-se a pintura ilusionista no forro da capela-mor, a carpintaria do coro, da tribuna e escada do púlpito.
- Igreja de Santana (ruínas) ― o início de sua construção situa-se na primeira metade do século XVIII, mas não foi concluída. Em 1850, ela foi paralisada devido ao êxodo da população local que se trasladou para outra área mineira. Constituída de alvenaria de pedra, o que ficou dessa obra inacabada foram três naves, capela-mor (com janelas altas ao fundo), sacristias e naves laterais/torres que não foram erguidas acima do nível do térreo.
- Casa à Rua Barão de Macaúbas ― possui arquitetura de "vivenda e loja" e por isso, sugere-se que foi construída em meados do século XIX. Possui uma planta praticamente quadricular, com uma área anexa aos fundos dedicada para serviços. Similar às edificações da época, uma parte era destinada à loja com seus depósitos e a outra parte para residência, com seus salões sociais, quartos e alcovas.
- Casa de Câmara e Cadeia (Paço Municipal de Rio de Contas) ― foi erguida em meados do século XVIII ou início do século XIX. Possui uma planta retangular com cômodos que se comunicam, com dois andares e com telhado de quatro águas. No térreo ficava a Cadeia, Casa do Carcereiro e a Audiência.
- Casa natal do Barão de Macaúbas (casa natal de Abílio César Borges) ― presume-se que foi construída nos primeiros anos do século XX e foi onde nasceu o Barão de Macaúbas. É um exemplar característico das residências diamantíferas, do estilo "vivenda e loja", com um corredor central dividindo as duas funções da casa.
- Teatro São Carlos ― o mais antigo teatro do interior baiano. Foi inaugurado em 1892, recebendo apresentações tanto de grupos locais como de outras regiões do Brasil.